# Glaubwürdigkeit (Spieltheorie)
Glaubwürdigkeit ist in der Spieltheorie ein Ausdruck für das Vertrauen, das der Gegenspieler den Ankündigungen des Spielers entgegenbringt, und damit ein mögliches Maß der Reputation und Konsequenz des Spielers als Person. Mit diesem spieltheoretischen Ansatz können grundlegende Aussagen über Glaubwürdigkeit als sozialer Faktor gewonnen werden.

## Definition
Im Rahmen der Spieltheorie spielt die Unsicherheit über Motive und Handlungsmöglichkeiten der Spieler untereinander eine große Rolle. 
Glaubwürdigkeit bedeutet im spieltheoretischen Sinne die Überzeugung des Gegenspielers, dass die angekündigten Absichten tatsächlich eintreten. Das heißt, dass bedingungslose Züge ausgeführt, Versprechen eingehalten und Drohungen wahr gemacht werden. Als unglaubwürdig wird ein Spieler eingestuft, wenn seine tatsächliche Handlung nicht mit der zuvor angekündigten Absicht übereinstimmt. Somit ist Glaubwürdigkeit ein zentrales Element aller strategischer Züge und bezieht sich stets auf Handlungen in der Vergangenheit.
Das Ziel von Strategischen Zügen besteht darin, die Erwartungen der Gegenspieler zu verändern. So wird beispielsweise mit dem Ausspruch einer Drohung versucht, das Verhalten eines anderen Spielers zum eigenen Vorteil zu beeinflussen. Dabei kündigt der Spieler bewusst eine Konsequenz auf ein für ihn unerwünschtes Verhalten des Gegenspielers an, die er ohne diese Drohung nie zeigen würde. Der angedrohte Spieler wird diese Drohung jedoch nur dann berücksichtigen, wenn er davon ausgeht, dass der Drohende die angekündigte Konsequenz auch tatsächlich ausführt.
„Es ist leicht, Handlungen anzukündigen; etwas ganz anderes ist es, sie auch auszuführen.“
Demzufolge hat die Drohung nur Erfolg, wenn der strategische Zug in Form der Drohung glaubwürdig kommuniziert wird. Der bloße Ausspruch der Konsequenz reicht nicht aus.
Jedem Spieler ist oder sollte dabei bewusst sein, dass der Gegenspieler möglicherweise nicht die Wahrheit sagt. Der Ausgang des Spiels hängt damit unweigerlich von den Erwartungen und der Vertrauenswürdigkeit eines jeden Spielers ab. Ein Instrument mit der die Erwartungshaltung des Gegenspielers positiv beeinflusst und die eigene Vertrauenswürdigkeit gestärkt werden kann, ist die Glaubwürdigkeit.

### Anwendungsproblematik
Die Frage nach einem glaubwürdigen Zug wird dann problematisch, wenn mündliche Drohungen oder Versprechen Anzeichen dafür geben, dass gegen das eigene Interesse gehandelt werden soll, weil nunmehr Anreize dafür bestehen, die angedrohten bzw. versprochenen Konsequenzen nicht wahrzumachen. Der Drohende würde sich folglich selbst schaden, wenn er die ungebundene Drohung ausführen würde. Dadurch bleibt dieser strategische Zug ohne Wirkung.
Ein strategisch geschulter Gegenspieler wird die Schwachstellen erkennen und nach taktischen Bluffs ausschauhalten, da er weiß, dass auf die angekündigten Aktionen keine Taten folgen.
Demzufolge verlangt ein glaubwürdiger Zug mehr als nur eine verbale Kommunikation. Die anderen Spieler „müssen eindeutig Klarheit darüber haben, daß die Ankündigung der aktiven Partei tatsächlich glaubwürdig ist.“ Dies bedeutet, dass Handlungen nötig sind, die die Ausführung des strategischen Zuges sicherstellen. Nur dann, kann der Gegenspieler davon ausgehen, dass die angekündigten Aktionen auch tatsächlich ausgeführt werden. Als unterstützendes Mittel dient eine selbstbindende Verpflichtung, mit der die Rücknahme der angekündigten Handlung zu teuer oder sogar unmöglich wird. Diese gilt es auch zu kommunizieren. Der achtfache Weg der Glaubwürdigkeit zeigt auf, mit welchen Maßnahmen glaubwürdige Selbstbindung erreicht werden kann. Der wirkungsvolle Einsatz dieser kombinierbaren Möglichkeiten hängt von den Rahmenbedingungen der konkreten Situation ab. Sie unterliegen im Wesentlichen drei Grundsätzen.
„Selbstbindung kann getestet werden, Glaubwürdigkeit muß verdient werden.“

### Grundsätze der Glaubwürdigkeit

#### 1. Grundsatz
Durch den Einsatz von Reputation oder schriftlichen Verträgen wird die Missachtung der Selbstbindung kostspieliger als deren Einhaltung. Dies bedeutet, dass beispielsweise in einem Vertrag eine Vertragsstrafe vereinbart wird, die bei Abweichung der angekündigten Handlung zum Einsatz kommt. Diese Strafe muss so gewählt werden, dass die Vorteile der Einhaltung gegenüber denen des Vertragsbruchs überwiegen, damit es im eigenen Interesse des Spielers liegt die angekündigte Aktion auch durchzuführen. Die Nutzung von Reputation bietet sich insbesondere dann an, wenn auch zukünftig gemeinsame Aktivitäten geplant sind.
In jedem Fall gilt es stets eine Drohung in eine Warnung und ein Versprechen in eine Beteuerung zu wandeln.

#### 2. Grundsatz
Darüber hinaus könnte das Spiel dahingehend verändert werden, dass das Herauskommen aus einer Selbstbindung begrenzt oder unmöglich wird. Der einfachste Weg hierbei besteht darin, sich selbst von anderen abzugrenzen, indem Kommunikationsmöglichkeiten gekappt und Rückzugswege zerstört werden. Als Beispiel für das Abschneiden der Kommunikation sei das Aufsetzen eines Testaments genannt. Bei Tod wäre eine Neuverhandlung praktisch unmöglich. 
Die Strategie der Zerstörung von Rückzugswegen ist militärischen Ursprungs. Hierbei galt es bei zahlenmäßig deutlich unterlegenen Armeen, alle „Brücken hinter sich abzubrechen“, sodass sie gar keine andere Wahl hatten als zu kämpfen und zu siegen. Im Falle der Eroberung Mexikos durch Cortéz führte dies letztendlich dazu, dass sich der Feind zurückzog. 
Des Weiteren kann sich der Spieler einfach aus der Entscheidungsposition zurückziehen, sodass er das Ergebnis dem Zufall überlässt.
Ferner kann ein Spiel dadurch verändert werden, dass eine Selbstbindung in viele kleine Teile zerlegt wird, sodass jedes einzelne (kleine) Spiel für sich gelöst werden kann. Diese Taktik bietet sich insbesondere bei Spielern an, die einander nur bedingt trauen, aber ein großes Problem zu bewältigen haben. Als Beispiel sei die Handwerker-Hausbesitzer-Problematik genannt. Der Hausbesitzer möchte keine Vorauszahlung leisten, da er am Ende feststellen könnte, dass die Arbeiten nicht vollständig oder schlecht ausgeführt wurden. Auf der anderen Seite fürchtet der Handwerker, dass der Hausbesitzer nach Arbeitsausführung die Zahlung verweigert. Um diese Konflikte zu vermeiden, wird häufig die Bezahlung unmittelbar entsprechend dem Arbeitsfortgang vereinbart, das heißt, es werden mehrere kleinere Zahlungen getätigt.

#### 3. Grundsatz
Glaubwürdigkeit kann weiterhin durch die Nutzung von anderen Personen in Form von Teamarbeit oder hinsichtlich der Ernennung eines Beauftragten aufrechterhalten werden. So kann „ein Team leichter Glaubwürdigkeit erreichen als ein einzelner […]“, und Gruppendruck und Entschlossenheit in sozialen Gruppen oder Institutionen kann die eigene Selbstbindung stärken, da ein Verstoß oder die Nichteinhaltung von gruppenspezifischen Regelungen zum Verlust von Stolz, Anerkennung und Selbstrespekt führen. Institutionen, die Gruppendruck zur Stärkung der glaubwürdigen Selbstbindung erfolgreich umgesetzt haben, sind bspw. die Anonymen Alkoholiker oder Diätgruppen.
Die Beauftragung eines Dritten, im eigenen Namen zu handeln, bietet sich insbesondere bei verhandlungsorientierten Sachverhalten an. Der Verhandlungspartner nutzt dabei die Autorität, die ihm „kraft seines Amtes“ (zum Beispiel Gewerkschaftsfunktionär) verliehen wurde. Dieser wird bei Verhandlungen weniger flexibel auf Änderungen der Gegenpartei reagieren als der Betroffene selbst, da dieser oftmals in einem Abhängigkeitsverhältnis zur Gegenpartei steht. Zudem hat der Beauftragte vielleicht nicht die Autorität, Kompromisse zu schließen. Er wird daher bestmöglich versuchen, die Interessen des Auftraggebers durchzusetzen, um seinen Status nicht zu verlieren. Als beauftragter Unterhändler werden beispielsweise auch Automaten gesehen, da sie wenig Spielraum für Diskussionen oder Preisverhandlungen bieten.
„In der Praxis mag jede konkrete Situation mehr als einen Weg erfordern.“